# Фіналіссіма
Фіналіссіма (ісп. Finalíssima) — офіційний футбольний турнір, що складається з одного матчу, в якому зустрічаються переможці Чемпіонату Європи та Кубка Америки. Турнір започатковано у 2022 році спільно УЄФА та КОНМЕБОЛ у рамках оновленого партнерства між двома конфедераціями. Є реорганізацією Кубка Артеміо Франкі, останній розіграш якого було проведено 29 років тому.

## Історія
З першою ініціативою провести матч між переможцями Чемпіонату Європи та Кубка Америки вийшла Конфедерація футболу Південної Америки, яка запропонувала матч УЄФА вже через два дні після перемоги Аргентини на Кубку Америки 2021.
У середині грудня 2021 року УЄФА та КОНМЕБОЛ підписали Меморандум про взаєморозуміння до 2028 року, в якому заснували матч переможців Євро та Кубка Америки.
Початкова угода розрахована на три фінали, починаючи з 2022 року.
У матчі Аргентина-Італія перемогу здобула збірна Аргентини з рахунком 3:0. Тим самим ставши першим переможцем турніру в новій історії.

### Кубок Артеміо Франкі
Попередником Фіналіссими був Кубок Артеміо Франкі, який складався з одного матчу за участю чинних чемпіона Європи та Південної Америки і, за задумом ФІФА, мав проходити раз на чотири роки напередодні чемпіонату світу.
На першому Кубку Артеміо Франкі найсильнішого виявляли переможець чемпіонату Європи 1984 року збірна Франції та переможець Кубка Америки 1983 року збірна Уругваю.
На другому та останньому кубку грали чемпіон Європи 1992 року збірна Данії та переможець Кубка Америки 1991 року збірна Аргентини.